# Constantino (conde dos assuntos militares)

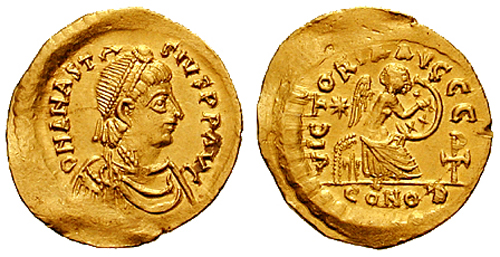
Semisse de r.

Constantino (em latim: Constantinus) foi um oficial bizantino dos séculos V/VI, ativo no reinado do imperador Anastácio I Dicoro (r. 491–518). 

## Vida
As origens de Constantino são incertas. Homem ilustre de acordo com Teófanes, talvez como conde dos assuntos militares comandou tropas em Ilírico e depois na Armênia. Em 502, foi governador da fortaleza fronteiriça de Teodosiópolis. Em agosto/setembro de 502, durante o cerco de Teodosiópolis pelo xá Cavades I, Constantino traiu a cidade; segundo Zacarias Retórico, foi capturado. Entrou em serviço no exército sassânida e foi feito general.
Em julho de 503, liderou força mista de heftalitas, árabes e persas contra o general Areobindo e forçou-o a retroceder de Dara, onde estava estacionado, para Constantina. Em junho de 504, quando a guerra estava desfavorável aos sassânidas, desertou e voltou ao Império Bizantino com duas esposas que recebeu de Cavades. Foi enviado de Sura para Edessa e depois para Constantinopla. Na capital, ao encontrar-se com Anastácio, foi ordenado padre e enviado para Niceia com aviso de não mais tomar parte de assuntos do Estado.
Constantino por vezes é associado ao homônimo que foi mestre dos soldados e depois bispo de Laodiceia da Síria. Para os autores da PIRT, caso realmente seja a mesma pessoa, Constantino não foi conde dos assuntos militares e sim mestre dos soldados vacante.